# انقلاب نظامی
انقلاب نظامی (انگلیسی: Military Revolution) نظریه‌ای است که می‌گوید مجموعه‌ای از تغییرات اساسی در استراتژی و تاکتیک‌های نظامی در طول قرن‌های شانزدهم و هفدهم منجر به تغییرات اساسی و پایدار در دولت‌ها و جامعه شده است. این نظریه توسط مایکل رابرتز در دهه ۱۹۵۰ معرفی شد، زمانی که او با تمرکز بر سوئد (۱۵۶۰–۱۶۶۰) به دنبال تغییرات اساسی در شیوه جنگ اروپایی ناشی از معرفی سلاح‌های گرم قابل حمل بود. رابرتز فناوری نظامی را با پیامدهای تاریخی بزرگ‌تر مرتبط کرد و استدلال کرد که نوآوری‌ها در تاکتیک‌ها، تمرین‌ها و دکترین توسط هلندی‌ها و سوئدی‌ها (۱۵۶۰–۱۶۶۰)، که سودمندی سلاح‌های گرم را به حداکثر رساند، منجر به نیاز به نیروهای آموزش‌دیده‌تر و در نتیجه نیروهای دائمی (ارتش‌های دائمی) شد. ارتش‌ها بسیار بزرگتر و گران‌تر شدند. این تغییرات به نوبه خود پیامدهای سیاسی عمده‌ای در سطح پشتیبانی اداری و تأمین پول، نیرو و آذوقه داشت و تقاضاهای مالی جدید و ایجاد نهادهای دولتی جدید را ایجاد کرد. «بنابراین، رابرتز استدلال کرد، هنر مدرن جنگ، ایجاد دولت مدرن را ممکن و ضروری ساخت.»
در دهه ۱۹۹۰، این مفهوم توسط جفری پارکر اصلاح و گسترش یافت. او استدلال کرد که تحولات در استحکامات و جنگ‌های محاصره‌ای باعث انقلاب شد. پارکر همچنین استدلال می‌کند که انقلاب نظامی در اروپا به قدرت‌های اروپایی مزیت متمایزی بخشید و این امکان را برای قدرت‌های نسبتاً کوچک اروپایی فراهم کرد تا قاره آمریکا و همچنین بخش‌های بزرگی از آفریقا و آسیا را فتح کنند. استدلال پارکر توسط جیسون شارمن، دانشمند علوم سیاسی دانشگاه کمبریج، مورد انتقاد قرار گرفته است.
مفهوم انقلاب نظامی در این دوران، با استقبال متفاوتی از سوی مورخان مواجه شده است. مورخان نظامی برجسته، مایکل دافی و جرمی بلک، به شدت از این نظریه انتقاد کرده و آن را گمراه‌کننده، اغراق‌آمیز و ساده‌انگارانه توصیف کرده‌اند.